# Ensemble (Hongrie)
 (décembre 2023).
Si vous disposez d'ouvrages ou d'articles de référence ou si vous connaissez des sites web de qualité traitant du thème abordé ici, merci de compléter l'article en donnant les références utiles à sa vérifiabilité et en les liant à la section « Notes et références ».
Pour les articles homonymes, voir Ensemble (homonymie).

Le drapeau d'Ensemble

Ensemble (en hongrois : Együtt) est un parti politique issu de l'alliance électorale hongroise Ensemble 2014 (en hongrois : Együtt 2014), formée en octobre 2012 en opposition à la politique du chef du gouvernement conservateur Viktor Orbán et pour se présenter aux élections législatives de 2014. 
Menée à l'origine par l'ancien Premier ministre Gordon Bajnai, c'est désormais Péter Juhász qui dirige le mouvement.

## Histoire
L'alliance Ensemble 2014 a été fondée le 26 octobre 2012 dans le sillage de différents mouvements sociaux nés de l'opposition à la politique du Fidesz au pouvoir. Elle rassemble ainsi plusieurs organisations issues de la société civile :
- l'Union Patrie et progrès (Haza és Haladás Egyesület), structure dirigée par Gordon Bajnai ;
- Le collectif Un million pour la liberté de la presse (Egymillióan a Magyar Sajtószabadságért Egyesület, Milla), lequel s'est fait connaître lors d'une très grande manifestation organisée fin 2010, lors des premières mesures de Viktor Orbán pour encadre le travail des médias ;
- Le Mouvement solidarité hongroise (Magyar Szolidaritás Mozgalom), revendiquant son mimétisme avec le mouvement Solidarność polonais.

Les règles électorales hongroises interdisant à un collectif informel de se présenter aux élections, le mouvement se mue techniquement en parti politique le 8 mars 2013. La principale source d'inspiration de cette coalition progressiste est l'expérience italienne de l'Olivier, mouvement mené par Romano Prodi en opposition à Silvio Berlusconi. Dans la mesure où La politique peut être différente (LMP), mouvement de centre gauche écologiste, exclut toute alliance en vue des élections, c'est le Parti socialiste hongrois (MSzP) qui espère prendre la direction des différentes forces de l'opposition à la droite. En raison du fort discrédit pesant sur les socialistes et d'une volonté de rupture avec les pratiques politiques de la gauche au pouvoir, Ensemble 2014 cherche à fédérer autour de l'idée d'une force alternative à gauche. À l'approche du scrutin législatif de 2014, cette stratégie d'alliance provoque une rupture au sein du LMP. Certains dirigeants regrettent alors que le choix d'autonomie du parti écologiste se fasse aux dépens du renforcement d'une nouvelle gauche non-socialiste, laquelle serait capable de capitaliser l'électorat progressiste contre Viktor Orbán. Cette rupture donne naissance au Parti du dialogue pour la Hongrie (PM), lequel fait aussitôt alliance avec Ensemble 2014. 
Pourtant, quelques mois avant l'échéance électorale, le risque d'éparpillement des voix de gauche contraint Ensemble et PM à se rapprocher malgré eux de la dynamique d'alliances que le MSzP parvient à constituer autour de lui. Il prend ainsi part à la création de la coalition Unité (Összefogás), dont font également partie le Parti libéral hongrois (MLP) et la Coalition démocratique (DK).

## Présidents
- Gordon Bajnai, Viktor Szigetvári, Péter Kónya,  Péter Juhász (2013-2015)
- Viktor Szigetvári (2015-2017)[2]
- Péter Juhász (2017-2018)

## Résultats électoraux

### Élections parlementaires
| Année | Députés | Votes     | %    | Rang | Gouvernement |
| ----- | ------- | --------- | ---- | ---- | ------------ |
| 2014a | 3 / 199 | 1 290 806 | 25,6 | 2e   | Opposition   |
| 2018  | 1 / 199 | 37 561    | 0,66 | 8e   | Opposition   |

### Élections européennes
| Année | Députés | Votes   | %   | Rang |
| ----- | ------- | ------- | --- | ---- |
| 2014b | 0 / 21  | 168 076 | 7,3 | 5e   |

a Au sein de Unité.

b Liste commune avec le Parti du dialogue pour la Hongrie, qui a remporté l'unique siège de la coalition.